# Ancara conformis
Ancara conformis är en fjärilsart som beskrevs av W. Warren 1911. Ancara conformis ingår i släktet Ancara och familjen nattflyn. Inga underarter finns listade i Catalogue of Life.